# Ciclo Kalina
O ciclo Kalina é um ciclo termodinâmico para a conversão de energia térmica em força mecânica, otimizado para uso com fontes térmicas que estejam em uma temperatura relativamente baixa em comparação com a temperatura do dissipador de calor (ou o ambiente). O ciclo utiliza um fluido de trabalho com pelo menos dois componentes (geralmente água e amônia) e uma relação entre esses componentes é variável em diferentes partes do sistema para aumentar a reversibilidade termodinâmica e, portanto, o aumento global da eficiência termodinâmica. Existem diversas variantes dos sistemas de ciclo Kalina especificamente aplicáveis para diferentes tipos de fontes de calor. Várias de usinas de energia experimentais usando o conceito de ciclo Kalina tem sido construídas, incluindo sistemas de cogeração junto à unidades de produção de determinados materiais, como por exemplo, a produção de cimento.
Criado por Dr. Alexander Kalina, este ciclo pode ter entre 10 e 20% a mais em eficiência quando comparado ao tradicional Ciclo Rankine

## Funcionamento
O ciclo Kalina é alimentado pelos gases de escape para a caldeira. Vapor de amônia em água superaquecido é expandido em uma turbina para gerar trabalho. Os gases de escape da turbina são esfriados, diluídos com um liquido pobre em amônia e condensado no absorvedor esfriando água. Saindo do absorvedor, o líquido saturado é comprimido à uma pressão intermediária depois aquecido. A mistura saturada é separada em um líquido pobre em amônia que é esfriado e despressurizado em uma válvula reguladora e vapor rico em amônia é esfriado e parte do condensado original é adicionado ao quase puro vapor de amônia para obter uma concentração de aproximadamente 70% de amônia no fluido de trabalho. A mistura é então esfriada, condensada esfriando água e comprimida, e então enviada para a caldeira através de um aquecedor de água regenerativo.